# Leeuwarderadeel-zuid
Leeuwarderadeel-zuid is nimmer een zelfstandige gemeente geweest, maar was het zuidelijk (trim)deel van de toen nog bestaande gemeente Leeuwarderadeel.
Toen de Tweede Wereldoorlog uitbrak zat de stad Leeuwarden tegen zijn grenzen aan. De Duitse bezetter voegde op 1 januari 1944 Leeuwarderadeel-zuid en een stuk van Leeuwarderadeel-noord bij Leeuwarden waardoor de stad meer ruimte kreeg om te groeien. Deze annexatie werd na de oorlog niet teruggedraaid. Het gemeentehuis van Leeuwarderadeel stond oorspronkelijk in Huizum, dat sinds 1944 onder de gemeente Leeuwarden viel, en dat bleef zo totdat op 1 maart 1965 het nieuwe gemeentehuis in Stiens kon worden betrokken. Huizum is inmiddels een stadswijk van Leeuwarden.